# 小行星8292
小行星8292（英語：8292）是一颗围绕太阳公转的小行星。1992年9月30日，亨利·E·霍爾特在帕洛马山发现了此天体。
这颗小行星的绝对星等为80.12398385173128等。